# Saint-Léger (Gaume)
Saint-Léger es un municipio de la región de Valonia, en la provincia de Luxemburgo, Bélgica. A 1 de enero de 2019 tenía una población estimada de 3608 habitantes.

## Geografía
Se encuentra ubicada al sureste del país, en la región natural Lorena belga, y cerca de la frontera francesa.

### Secciones del municipio
El municipio comprende los antiguos municipios, que se fusionaron en 1977:
| - Saint-Léger - Châtillon - Meix-le-Tige |

## Demografía

### Evolución
Todos los datos históricos relativos al actual municipio, el siguiente gráfico refleja su evolución demográfica, incluyendo municipios después de efectuada la fusión el 1 de enero de 1977.
| Gráfica de evolución demográfica de Saint-Léger entre 1846 y 2020 |
|                                                                   |